# 羽黑站 (茨城縣)
羽黑站（日语：／ Haguro eki */?）是位於茨城縣櫻川市友部1553號，東日本旅客鐵道（JR東日本）的水戶線車站。

## 概要
車站位於櫻川市東部位置，鄰近岩瀨日本大學高等學校和曜光山月山寺。

### 在此站行走的運行形態
- 上行（下館、結城、小山方向）和下行（岩瀨、笠間、友部方向）列車，日間各方向大約1小時1班普通列車停靠。
- 在早上和黃昏設有列車從友部直通至常磐線（水戶、勝田方向）[2]。

## 歷史
- 1904年（明治37年）4月1日：日本鐵道開設此貨物車站。
- 1906年（明治39年）11月1日：路線國有化（日语：鉄道国有法）。
- 1909年（明治42年）10月12日：制定路線名稱，成為水戶線車站。
- 1910年（明治43年）7月20日：開始旅客業務。
- 1987年（昭和62年）4月1日：伴隨國鐵分割民營化，車站由東日本旅客鐵道（JR東日本）營運。
- 2001年（平成13年）11月18日：此站可以開始使用IC卡Suica[3]。
- 2009年（平成21年）3月14日：引入發車音樂。
- 2014年（平成26年）2月25日：新車站大樓開始使用[4]。
- 2020年（令和2年）3月14日：從業務委託車站變為無人車站。

## 車站構造
此站是地面車站，設有1面2線的島式月台。月台與車站大樓之間設有跨線橋連接。
此站是由下館站管理的無人車站。設有簡易Suica閘機。

### 月台
| 月台 | 路線    | 上下行 | 方向           |
| ---- | ------- | ------ | -------------- |
| 1    | ■水戶線 | 下行   | 友部、水戶方向 |
| 2    | ■水戶線 | 上行   | 下館、小山方向 |

參考

## 使用狀況
根據「JR東日本」的資料，以下為乘車人次變化列表：
| 乘車人次變化       | 乘車人次變化     | 乘車人次變化    |
| 年度               | 1日平均 乘車人次 | 參考資料        |
| ------------------ | ---------------- | --------------- |
| 2000年（平成12年） | 815              | [ 利用客数 1 ]  |
| 2001年（平成13年） | 822              | [ 利用客数 2 ]  |
| 2002年（平成14年） | 798              | [ 利用客数 3 ]  |
| 2003年（平成15年） | 818              | [ 利用客数 4 ]  |
| 2004年（平成16年） | 819              | [ 利用客数 5 ]  |
| 2005年（平成17年） | 820              | [ 利用客数 6 ]  |
| 2006年（平成18年） | 824              | [ 利用客数 7 ]  |
| 2007年（平成19年） | 788              | [ 利用客数 8 ]  |
| 2008年（平成20年） | 765              | [ 利用客数 9 ]  |
| 2009年（平成21年） | 709              | [ 利用客数 10 ] |
| 2010年（平成22年） | 755              | [ 利用客数 11 ] |
| 2011年（平成23年） | 765              | [ 利用客数 12 ] |
| 2012年（平成24年） | 729              | [ 利用客数 13 ] |
| 2013年（平成25年） | 683              | [ 利用客数 14 ] |
| 2014年（平成26年） | 648              | [ 利用客数 15 ] |
| 2015年（平成27年） | 660              | [ 利用客数 16 ] |
| 2016年（平成28年） | 667              | [ 利用客数 17 ] |
| 2017年（平成29年） | 677              | [ 利用客数 18 ] |
| 2018年（平成30年） | 671              | [ 利用客数 19 ] |

## 車站周邊
- 國道50號
- 岩瀨日本大學高等學校（日语：岩瀬日本大学高等学校）　-友部
- 桝箕池　-友部
- 磯部櫻川公園（櫻川之櫻（日语：桜川のサクラ））　-磯部
- 月山寺（月山寺美術館）-西小塙
- 二所神社　-西小塙
- 香取神社　-友部
- 櫻川市立羽黑小學　-友部
- 東那珂郵局　-西小塙
- K's電機　-友部
- Cainz 家居　-友部

## 相鄰車站
東日本旅客鉄道（JR東日本）
■水戶線 
岩瀨－羽黑－福原

## 注腳

### 使用狀況
1. ↑  . 東日本旅客鐵道.   [2019-03-10]. （原始内容存档于2019-04-02） （日语）.
2. ↑  . 東日本旅客鐵道.   [2019-03-10]. （原始内容存档于2019-02-22） （日语）.
3. ↑  . 東日本旅客鐵道.   [2019-03-10]. （原始内容存档于2019-04-02） （日语）.
4. ↑  . 東日本旅客鐵道.   [2019-03-10]. （原始内容存档于2019-03-27） （日语）.
5. ↑  . 東日本旅客鐵道.   [2019-03-10]. （原始内容存档于2019-03-27） （日语）.
6. ↑  . 東日本旅客鐵道.   [2019-03-10]. （原始内容存档于2019-03-27） （日语）.
7. ↑  . 東日本旅客鐵道.   [2019-03-10]. （原始内容存档于2019-03-27） （日语）.
8. ↑  . 東日本旅客鐵道.   [2019-03-10]. （原始内容存档于2019-04-02） （日语）.
9. ↑  . 東日本旅客鐵道.   [2019-03-10]. （原始内容存档于2019-02-22） （日语）.
10. ↑  . 東日本旅客鐵道.   [2019-03-10]. （原始内容存档于2019-04-02） （日语）.
11. ↑  . 東日本旅客鐵道.   [2019-03-10]. （原始内容存档于2019-03-27） （日语）.
12. ↑  . 東日本旅客鐵道.   [2019-03-10]. （原始内容存档于2019-03-27） （日语）.
13. ↑  . 東日本旅客鐵道.   [2019-03-10]. （原始内容存档于2019-03-27） （日语）.
14. ↑  . 東日本旅客鐵道.   [2019-03-10]. （原始内容存档于2017-02-08） （日语）.
15. ↑  . 東日本旅客鐵道.   [2019-03-10]. （原始内容存档于2019-03-27） （日语）.
16. ↑  . 東日本旅客鐵道.   [2019-03-10]. （原始内容存档于2019-03-23） （日语）.
17. ↑  . 東日本旅客鐵道.   [2019-03-10]. （原始内容存档于2019-03-27） （日语）.
18. ↑  . 東日本旅客鐵道.   [2019-07-09]. （原始内容存档于2019-03-25） （日语）.
19. ↑  . 東日本旅客鐵道.   [2019-07-09]. （原始内容存档于2019-07-05） （日语）.

## 外部連結
- 車站資訊（羽黑）：東日本旅客鐵道（日語）